# Aglaé de Châlons
Jeanne Françoise Aglaé de Châlons, född d'Andlau 1746, död 1825, var en fransk grevinna. 
Hon var dotter till Francois Eleonore d'Andlau (1710–1763) och Marie Henriette de Polastron (1716–1792) och syster till Frédéric-Antoine-Marc d'Andlau (1736-1820) och gifte sig med greve Jacques Hardouin de Châlons (död 1794). Hennes mor hade förvisats från hovet av Ludvig XV för att en gång ha lånat den då fjortonåriga prinsessan Adelaide, hos vilken hon var hovdam, en pornografisk roman. 
Aglaé de Châlons var kusin till Marie Antoinettes gunstling Yolande de Polastron, och blev som sådan medlem i det så kallade La Société Polignac eller Société Particulière de la Reine, den innersta krets av vänner som Marie Antoinette gav privilegiet att umgås informellt med henne på Lilla Trianon. Bland de manliga medlemmarna fanns baron de Besenval, furst de Ligne, hertig Marie-Francois de Coigny, greve Philippe Henri de Ségur och greve Valentine Esterhazy, men de flesta övriga medlemmarna ur denna krets bestod av vänner eller släktingar till Yolande; förutom hennes make Jules de Polignac och älskare greve de Vaudreuil ingick även hennes släktingar Louise d'Esparbès de Lussan, Diane de Polignac, och Jeanne Françoise Aglaé de Châlons och dennas mor. La Société Polignac utpekas som en av orsakerna bakom franska revolutionen. Den orsakade en avund bland den övriga hovadeln som gav upphov till rykten som spreds bland allmänheten och svärtade monarkins rykte, och dess medlemmar pekades ut som opportunister som utnyttjade Marie Antoinette för fördelar. Aglaé de Châlons nämns som en av de kvinnor som nästan ständigt var i Marie Antoinettes sällskap privat. Hon stod nära sin kusin Yolande, som i sin tur var drottningens främsta favorit, och Yolande döpte även sin dotter efter henne. Medan Yolande hade ett omtalat förhållande med greve de Vaudreuil, hade Aglaé de Châlons en förbindelse med Francois de Coigny. 
I mars 1789 utnämndes hennes make till ambassadör i Portugal. Franska revolutionens utbrott i juli samma år fick hela Société Polignac att omedelbart lämna Frankrike. Efter sin makes död 1794 gifte sig Aglaé de Châlons med Marie-Francois de Coigny, med vilken hon länge hade haft ett förhållande. 